# توبورغ
توبورغ (بالدنماركية: Tuborg)‏ وهي شركة دنماركية لصنع الجعة، أسسها اليهودي الدنماركي فيليب هيمان في سنة 1873 في بلدة هيليروب وألتي تقع شمال العاصمة كوبنهاغن ولازال مقرها هناك برفقة كارل فريدريك تيتجن وغوستاف بروك و رودولف بوغارد، تعتبر هذه الشركة من أفضل الشركات لصنع الجعة.